# Ricardo Doménech
Ricardo Doménech Yvorra (Murcia, 24 de abril de 1938 - Madrid, 10 de octubre de 2010) fue un escritor y crítico literario español, especialista en el teatro español del siglo XX (Buero Vallejo, Valle Inclán, García Lorca, autores del exilio...) y profesor en el Teatro Estudio de Madrid. 
En el campo académico: Doctor en Filología por la Universidad Autónoma de Madrid, catedrático, profesor y director, en dos etapas, de la Real Escuela Superior de Arte Dramático de Madrid. 
Además de su obra crítica, publicó cinco libros de cuentos y novelas cortas entre 1968 y 1989.